# Озеро (кооператив)
«О́зеро» (также «12 друзей Путина») — дачный потребительский кооператив на берегу Комсомольского озера (район Приозерский) посреди Карельского перешейка, близ посёлка Соловьёвка. Учреждён 11 ноября 1996 года Владимиром Путиным и его друзьями; все они после избрания Путина президентом России в 2000 году заняли руководящие административные должности в стране.

## Пайщики
Учредителями потребительского кооператива выступили 8 человек
- Смирнов, Владимир Алексеевич (председатель кооператива) — в 2000 г. возглавил Предприятие по поставкам продукции Управления делами Президента Российской Федерации, в 2002 г. — ОАО «Техснабэкспорт» (государственный монополист в области поставок для атомной промышленности).
- Путин, Владимир Владимирович — с 2000 г. президент Российской Федерации.
- Якунин, Владимир Иванович — заместитель министра транспорта (октябрь 2000 — февраль 2002), президент государственного монополиста ОАО «Российские железные дороги» (14 июня 2005 — 20 августа 2015).
- Ковальчук, Юрий Валентинович — крупнейший совладелец и председатель совета директоров банка «Россия», владелец «Национальной медиагруппы» («Первый канал», «Пятый канал», «Известия», «Русская служба новостей»).
- Шамалов, Николай Терентьевич — совладелец банка «Россия», представитель в Петербурге компании Siemens Medical Solutions; отец Кирилла Шамалова, бывшего мужа дочери Путина Екатерины Тихоновой.
- Мячин, Виктор Евгеньевич — в 1999—2004 гг. генеральный директор банка «Россия», с 2004 г. руководитель инвестиционной компании «Аброс».
- Фурсенко, Сергей Александрович — президент Национальной медиагруппы, президент Российского футбольного союза (3 февраля 2010 — 25 июня 2012).
- Фурсенко, Андрей Александрович — министр образования и науки РФ (9 марта 2004 — 21 мая 2012), Помощник президента Российской Федерации (с 21 мая 2012 года).

## История
Имеются сведения, что с приобретением участка  на берегу озера пайщикам помог Виктор Зубков (ранее, в 1985—1986 годах — председатель исполкома Приозерского городского Совета народных депутатов, впоследствии премьер-министр России). По словам А. А. Фурсенко, пайщики кооператива были до создания кооператива знакомы друг с другом. Отцы братьев Фурсенко и братьев Ковальчуков, по его словам, полвека проработали в одном институте. «Отношения человеческие сохранились, для меня это очень близкие люди», — заметил он в интервью по поводу компаньонов по кооперативу.
В налоговых декларациях В. Путин указывал на владение дачей на озере жилой площадью 152,9 м², а также прилегающими земельными наделами, Здесь он ночевал во время первых приездов из Москвы в Петербург, например, перед похоронами Анатолия Собчака в феврале 2000 года. После переезда в Москву Путин, Ковальчук, Мячин и братья Фурсенко вышли из числа пайщиков (учредителей). Их заменили другие крупные петербургские бизнесмены.
В июле 2010 года правозащитное движение «Белая лента» устроило пикник на территории дачного кооператива, протестуя против того, что озеро Комсомольское в нарушение ст. 27 Земельного кодекса РФ «находится внутри обнесённой забором территории дачного кооператива» и доступ отдыхающих к нему вследствие этого затруднён.